# Syndrome de Dejerine-Sottas
 Mise en garde médicale
Le syndrome de Dejerine–Sottas, ou maladie de Dejerine–Sottas (ou hereditary motor and sensory polyneuropathy type III, ou maladie de Charcot–Marie–Tooth de type 3), est une maladie neurologique héréditaire caractérisée par la destruction des nerfs périphériques qui se traduit par une dégénérescence musculaire progressive. Elle trouve son origine dans les mutations de plusieurs gènes et n'a pas de traitement connu.
Elle porte les noms de Joseph Jules Dejerine et Jules Sottas, neurologues français qui l'ont décrite,.

## Symptômes
La maladie se développe dès l'enfance, généralement avant l'âge de 3 ans. La progression reste lente jusqu'à l'adolescence où elle peut accélérer et se traduire par un handicap prononcé.
Les symptômes sont généralement plus graves et la progression plus rapide que dans d'autres maladies plus courantes comme les maladies de Charcot–Marie–Tooth. Certains patients seront incapables de marcher et devront utiliser un fauteuil roulant avant l'âge de 10 ans, alors que d'autres se contenteront de l'aide d'une canne (à vie).
Le syndrome de Dejerine–Sottas se caractérise par la faiblesse (de modérée à sévère) et la perte de sensations dans les membres inférieurs et supérieurs, mais principalement en partie basse des jambes, dans les avant-bras, les pieds et les mains. Une perte de masse et de tonus musculaires peut accompagner la progression de la maladie. On trouve parmi les autres symptômes des douleurs dans les extrémités, la courbure dorsale, des déformations des mains et des pieds, l'ataxie, l'aréflexie périphérique et l'acquisition ralentie des capacités motrices dans la petite enfance. Parmi les symptômes moins courants, on rencontre des limitations de mouvements oculaires et d'autres difficultés de l'œil comme le nystagmus ou l'anisocorie et une perte légère de l'audition.

## Causes
Le syndrome de Dejerine–Sottas provient d'un défaut génétique dans les protéines des axones ou de la myéline. Plus précisément, elle a été associée à des mutations des gènes MPZ, PMP22, PRX et EGR2. Cette maladie est héritable en mode autosomique dominant ou autosomique récessif.

## Diagnostic
En imagerie médicale, les nerfs des extrémités (et parfois les nerfs crâniens) sont vus comme anormalement grands à cause d'une hypertrophie du tissu interstitiel, leur donnant un aspect reconnaissable en "oignon". L'excitabilité et la vitesse de conduction des nerfs périphériques (et parfois crâniens) sont réduits.